# Linienbreite

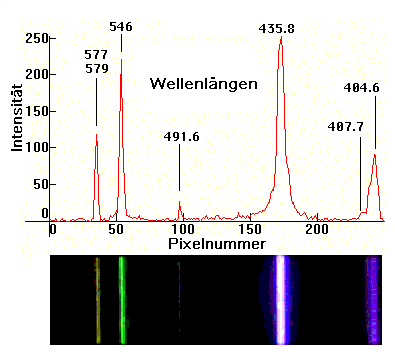
Spektrum einer Niederdruck-Quecksilberdampflampe. Obere Aufnahme mit einem 256-Pixel-Zeilensensor, untere Aufnahme mit einer Kamera.

Die Linienbreite (auch Spektrale Breite) ist die Breite des Frequenz- oder Wellenlängenintervalls {\displaystyle \Delta \nu } bzw. {\displaystyle \Delta \lambda }, das von einer Spektrallinie in einem Spektrum überdeckt wird. Das Phänomen wurde an optischen Spektren entdeckt, tritt aber auch in Spektren anderer Strahlungsarten auf.

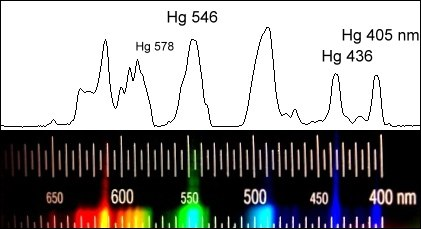
Emissionsspektrum einer Hochdruck-Quecksilberdampflampe. Die Zahlen geben die Wellenlänge (in nm) der Spektrallinien des Quecksilbers an. Weitere Banden tragen keine Zahlen – dies sind die Emissionen der Leuchtstoffe, die durch die UV-Strahlung des Quecksilber-Plasmas angeregt werden.

Eine Spektrallinie hat ihren Ursprung in den Quantenübergängen zwischen zwei Energieniveaus {\displaystyle E_{i}} und {\displaystyle E_{k}} eines Atoms, Moleküls oder eines anderen Quantensystems mit diskretem Energiespektrum. Die beim Übergang vom Zustand {\displaystyle E_{i}} in den Zustand {\displaystyle E_{k}} abgegebene elektromagnetische Strahlung ist nicht monochromatisch, sondern besitzt eine gewisse spektrale Verteilung {\displaystyle P_{\nu }(\nu -\nu _{0})} um eine Mittenfrequenz {\displaystyle \nu _{0}=\nu _{ik}}.Diese Verteilung nennt man das Linienprofil einer Spektrallinie. Das Frequenzintervall {\displaystyle \Delta \nu =\nu _{1}-\nu _{2}} zwischen den Frequenzen {\displaystyle \nu _{1}} und {\displaystyle \nu _{2}}, bei denen die spektrale Leistungsdichte auf die Hälfte abgenommen hat, bezeichnet man als die volle Halbwertsbreite. 
Dabei kennzeichnet die Mittenfrequenz  {\displaystyle \nu _{0}} das Linienzentrum, an dem  {\displaystyle I(\nu )} seinen Maximalwert annimmt.
Sie ist die Breite des Intervalls, in dem die spektrale Intensität der betrachteten Linie größer als der halbe Maximalwert ist. 
Die Intensitätsverteilung für eine Spektrallinie, bei der kein Verbreiterungsmechanismus wirksam ist, hat die Form einer Lorentz-Verteilung.
Geht die beobachtete Strahlung von mehreren unabhängigen Quellen aus, so unterscheidet man:
- die homogene Linienbreite, die schon jeder einzelne Emittent aufweist,
- die inhomogene Linienbreite, die durch die gleichzeitige Beobachtung vieler Emittenten mit leicht verschiedener Mittenfrequenz ergibt. Die inhomogene Linienbreite ließe sich durch eine genauere Auswahl unter den Emittenten verringern.

Als Ursachen der Linienbreite sind neben der prinzipiellen quantenmechanischen Energieunschärfe aller instabilen Systeme (natürliche Linienbreite) äußere Störungen wie Zusammenstöße der Emittenten und Dopplerverschiebung durch ihre ungeordnete Bewegung zu nennen.
In der Quantenphysik (z. B. bei instabilen Elementarteilchen) wird die Linienbreite auch oft durch die Energieunschärfe oder Zerfallsbreite {\displaystyle \Gamma } ausgedrückt.

## Natürliche Linienbreite
Nach der Quantenmechanik kann ein physikalisches System, wenn es eine scharf definierte Energie besitzt, sich zeitlich nicht verändern. Umgekehrt besitzen Systeme, die spontan zerfallen oder eine Strahlung erzeugen, eine prinzipielle Energieunschärfe, ihre Strahlung eine entsprechende natürliche Linienbreite. Die Form entspricht dabei einer Resonanzkurve oder Lorentzkurve, die in der Mathematik auch als  Cauchy-Verteilung bekannt ist. Das gilt ganz allgemein, gleichermaßen z. B. für Elementarteilchen, radioaktive oder angeregte Kerne, angeregte Atome, Moleküle.
Diese Energieunschärfe beträgt
{\displaystyle \Gamma =\hbar \lambda ={\frac {\hbar }{\tau }}}
mit
- der reduzierten Planck-Konstante {\displaystyle \hbar ={\tfrac {h}{2\pi }},},
- der Zerfallskonstante {\displaystyle \lambda } (Übergangswahrscheinlichkeit pro Zeitspanne),
- der Lebensdauer {\displaystyle \tau =1/\lambda } (zukünftige mittlere Aufenthaltsdauer des Systems im Anfangszustand).

In der Form
{\displaystyle \Gamma \cdot \tau =\hbar }
ähnelt der Zusammenhang der heisenbergschen Unschärferelation und wird deshalb auch als Energie-Zeit-Unschärferelation bezeichnet.
In der Elementarteilchenphysik wird diese Beziehung zur experimentellen Bestimmung extrem kurzer Lebensdauern genutzt. Beispielsweise ergibt sich beim Z0-Boson aus der Zerfallsbreite {\displaystyle \Gamma =2{,}5\,\mathrm {GeV} } die Lebensdauer {\displaystyle \tau =2{,}6\cdot 10^{-25}\,\mathrm {s} } – die kürzeste, die man bisher gefunden hat.
In der Optik hängt die natürliche Linienbreite unmittelbar mit der Kohärenzlänge zusammen.
Man kann die natürliche Linienbreite mithilfe eines Lorentzoszillators modellieren.

## Linienverbreiterung
Durch bestimmte Effekte wie die Dopplerverbreiterung oder die Druckverbreiterung kommt es zu einer Linienverbreiterung.